# Perrhynchites aereipennis
Perrhynchites aereipennis is een keversoort uit de familie Rhynchitidae. De wetenschappelijke naam van de soort is voor het eerst geldig gepubliceerd in 1895 door Desbrochers des Loges.